# Öllösa
Öllösa gård är ett tidigare säteri i Gryts socken i Södermanland. De tidigaste skriftliga källorna som nämner gården är från 1399  men där finns järnåldersgravar som talar för att platsen varit bebodd långt tidigare. 1633 anlades sätesgård på platsen. Det bedrevs järnbruk under 1600-talet där man framställde framförallt kanonkulor till krigföringen under 30-åriga kriget och rester av järnframställningen kan ses än idag vid Öllösa masugn. Resterna av ett stånghammarområde kan skönjas utmed ett fall i Hammarbäcken som flyter genom ägorna.
2025 bedrivs jord- och skogsbruk på Öllösa. 

## Känd ägarlängd
- Carl Holgerson 1562-1566 [2]
- Åke Bengtsson Färla 1566-1578
- Erik Gabrielsson Oxenstierna 1578-1594
- Carl Oxenstierna 1594-1629
- Johan Pontusson De la Gardie 1629-1640
- Grevinnan Beata de la Gardie och Lennart Torstensson 1640-1651
- Grevinnan Beata de la Gardie och Per Brahe 1651-1680
- Anders Torstensson 1680-1686
- Henrik Heerdhielm 1686-1712
- Haage 1897- Georg W Haage 1820